# پائولین چان بو-لین
پائولین چان بو-لین (زاده ۲۳ مه ۱۹۷۳ – درگذشته ۳۱ ژوئیهٔ ۲۰۰۲) هنرپیشه اهل چین بود که در دوران فعالیتش در دهه نود میلادی در کشورش مورد توجه قرار گرفت و جنجال‌های فراوانی به دنبال داشت.